# 127 př. n. l.

## Hlavy států
- Parthská říše – Artabanos I. (128 – 124/123 př. n. l.)
- Egypt – Ptolemaios VIII. Euergetés II. (144 – 116 př. n. l.)
- Numidie – Micipsa
- Čína – Wu-ti (dynastie Západní Chan)